# Abraliopsis chuni
Abraliopsis chuni är en bläckfiskart som beskrevs av Nesis 1982. Abraliopsis chuni ingår i släktet Abraliopsis och familjen Enoploteuthidae. Inga underarter finns listade i Catalogue of Life.